# آلتو گوادالکیبیر
آلتو گوادالکیبیر (به اسپانیایی: Alto Guadalquivir) یک منطقهٔ مسکونی در اسپانیا است که در اندلس واقع شده‌است.

## خصوصیات
آلتو گوادالکیبیر ۱٬۲۹۹ کیلومترمربع مساحت و ۴۴٬۹۳۱ نفر جمعیت دارد.